# Ribbgrässnäcka
Ribbgrässnäcka (Vallonia costata) är en snäckart som först beskrevs av Otto Friedrich Müller 1774. Ribbgrässnäcka ingår i släktet Vallonia och familjen grässnäckor. Arten är reproducerande i Sverige. Inga underarter finns listade i Catalogue of Life.